# Martinho de Portugal
Martinho de Portugal (1485 — 15 de novembro de 1547), foi um arcebispo português, único Arcebispo do Funchal, na sua época, com a maior jurisdição católica do mundo, incorporando os bispados de Angra do Heroísmo, São Tomé, Santiago e Goa. Da sua área seria ainda desmembrada e criada em 1551 a futura Diocese, hoje Arquidiocese de São salvador da Bahia.

## Biografia
D. Martinho de Portugal era filho sacrílego de D. Afonso de Portugal, eclesiástico, bispo de Évora, e de Filipa de Macedo. Por sua linha paterna, era descendente de D. João I de Portugal. Assim, era irmão do 1.º Conde do Vimioso.
Em 1523, governou a diocese de Viseu em nome de D. Afonso de Portugal, até a chegada de João de Chaves.
Em 1525 foi mandado a Roma como embaixador português. Foi depois nomeado núncio apostólico pelo Papa Clemente VII junto de D. João III com poderes de legado a latere nos reinos e domínios da coroa portuguesa. No ano de 1532 voltou a Roma, e com a elevação da diocese do Funchal a arquidiocese metropolitana, Dom Martinho foi nomeado arcebispo. Posteriormente, em 1547, foi eleito bispo do Algarve, mas não foi confirmado, porque faleceu.
Deixou filhos, com Catarina de Sousa: 
- D. Eliseu de Portugal
- D. Cecília de Portugal
- D. Maria de Portugal casada com o viúvo D. Diogo de Castro, filho de D. Rodrigo de Castro, o Ombrinhos. Com geração[5].